# Lajos Keresztes (Fotograf)
Lajos Keresztes (* 1933 in Budapest) ist ein deutsch-ungarischer Fotograf und Fotodesigner.

## Leben
Nach dem Krieg machte Keresztes 1952 Abitur und arbeitete im Anschluss in einem grafischen Atelier. Im Zuge des Ungarnaufstandes emigrierte er nach Deutschland. Von 1957 bis 1958 studierte er Architektur in München und wechselte 1961 nach Köln, um an der Fachhochschule für Photographie zu studieren. Nach seinem Examen zog er als freischaffender Fotograf und Fotodesigner nach Nürnberg. Keresztes betrieb von 1980 bis 1998 eine „Nonprofit“-Fotogalerie. 1994 organisierte und realisierte er die internationale Ausstellung „Foto Future“ und veranstaltete bis 1998 zahlreiche Fotoworkshops in Nürnberg und Salföld (Ungarn). Von 1998 bis 1999 übernahm er eine Professur an der Fachhochschule Trier. Lajos Keresztes lebt und arbeitet in Nürnberg.
Keresztes Arbeiten finden sich heute in zahlreichen Ankäufen und privaten Sammlungen. Der Fotokünstler erhielt viele Auszeichnungen für seine Fotografien, wie z. B. die Goldmedaille der „Biennale of Photo Art“, BEFU in Belgrad.

## Bibliographie
- FRANKEN BUCH Einsichten in eine Landschaft. Koberger & Kompany Verlag, 1976, ISBN 3-925818-20-0.
- ECHOS OF LIFE. Die letzten Gedanken sind Bilder. 1981, ISBN 3-923004-00-1.
- ATLANTIS. Verlag Photografie AG 1982, ISBN 3-7231-2700-2.
- ERLANGEN. PORTRÄT EINER BAYRISCHEN DEUTSCHEN EUROPÄISCHEN STADT. Verlagshaus Würzburg, 1982, ISBN 3-8003-0191-1.
- NÜRNBERG BUCH. Sebald Verlag, 1983, ISBN 3-923917-00-7.
- MAROKKO REISE. Stürtz Verlag, Würzburg 1983, ISBN 3-8003-0209-8.
- LAUF - PEGNITZFRÄNKISCHE ANSICHTEN. Fahner Verlag, Lauf 1983, ISBN 3-924158-00-2.
- LICHT ZEICHEN SPRACHE. Lambertz-Tölkes Verlag, 1985, ISBN 3-923917-01-5.
- YOGA. URSPRUNG UND BEGEGNUNG INDIEN. 1985, ISBN 3-8003-0253-5.
- WEINFRANKEN. Oberfränkische Verlagsanstalt, Hof 1987, ISBN 3-921615-77-1.
- KASSEL KUNST KULTUR. Magistrat der Stadt Kassel, Kulturamt / Weber und Weidemeyer, 1988, ISBN 3-925272-18-6.
- PRO ART. MAGIC MOMENTS. Hessische Brandversicherung (Selbstverlag) Kassel 1988, OCLC 835239656.
- STANDPUNKTE. edition braus, 1989, ISBN 3-925835-51-2.
- TALKING WALLS. (mit Text von Harald Naegeli), Stürtz Verlag, Würzburg 1990, ISBN 3-8003-0395-7.
- FOTO FUTURE. Koberger & Kompany Verlag, 1994.
- HONG KONG. Koberger & Kompany Verlag, 1994, ISBN 3-87191-190-9.
- NÜRNBERG, DAS NEUE JAHRTAUSEND BEGINNT. Verlag Nürnberger Presse, 2000, ISBN 3-931683-05-2.
- WERT STOFF WANDLUNG. Echter Verlag, 2013, ISBN 978-3-429-03673-7.

## Einzelausstellungen (Auswahl)
- Photokina Köln: „Spiel mit Masken“, 1966
- Studio der Kunsthalle Nürnberg: „Magie des Augenblicks“, 1979
- Galerie Minnen, Dessel/Belgien: „Echos of Life“, 1981
- Galerie Pro Photo, Nürnberg: „Echos of Life“, 1981
- Sterntaler Galerie, München: „Echos of Life“, 1982
- Photokina Köln, Agfa: „Atlantis“, Multivision, 1982
- Daimler-Benz, Nürnberg: „Atlantis“, Multivision, 1982
- Wallgalerie, Braunschweig: „Die Marokko-Reise“, 1984
- Kunsthaus Nürnberg: „Zeichen des Lichts“,Multivision und Fotos, 1985
- CAMERA '87 in Wien: „Licht Zeichen Sprache“, 1987
- Photogalerie Moment, Hamburg: Polaroidarbeiten, 1987
- Neue Galerie, Kassel: „documenta Ansichten – Kassel, Kunst, Kultur“,1988
- Kunsthalle Darmstadt: „Menschen in Indien“, 1989
- Hasselblad, Theaterhaus Stuttgart-Wangen: „Zeichen des Lichts“, Multivision, 1990
- Fotogalerie Keresztes, Nürnberg: „Hongkong“-Multivision, „Wallhouses“-Fotos, 1993
- UNISYS, Messe CeBIT, Hannover:„Signale der Phantasie“, 1993
- Sint Lucas Galerie, Brüssel, „Sequentielle Fotografie“, 1993
- Industrie Museum, Lauf: „Bärige Zeiten“, 1996
- Photo Classics Galerie, München: „Zeichen des Lichts“, „Morpheus des Zufalls“, 1997
- Vigadó Galerie, Budapest: „Affinitäten – Wesensverwandtschaften“, 1999
- Stadtmuseum Fembohaus, Nürnberg: Noricama-Multivision, 2000 bis 2005
- WerkArt-Galerie, Köln „RAUM ZEIT BILD“ 2004
- Kongresshalle, Nürnberg „Zeitrauschen“ 2008
- Zentrifuge, Nürnberg „ART PROTECTS EARTH“ 2011
- Nürnberger Müllverwertung, „WERT-STOFF-WANDLUNG“ 2013